# 夜うぐいすとめくらとかげの話
『夜うぐいすとめくらとかげの話』（よるうぐいすとめくらとかげのはなし）または『ナイチンゲールとメナシトカゲ』（原題：Von der Nachtigall und der Blindschleiche）は、『グリム童話』に収録されていた童話の一編（KHM6a）。初版では6番目の話として収録されていた。原典はフランスのソローニュ地方を扱った『ソローニュの伝承と慣習』（トマ＝フィリップ・レジェ著）にあるフランスの説話であり、これをそのまま翻訳しただけのものだったため、第二版以降では削除された。

## あらすじ
昔ある所に、それぞれ目玉を一つしか持たない夜うぐいすと盲（めくら）とかげが仲良く暮らしていた。
ある時、うぐいすは婚礼に招かれるが、自分の目が一つしか無いのが気になり、とかげに一日だけ目を貸してくれと頼む。とかげは承諾し、自分の目をうぐいすに貸す。
うぐいすは両目で物を見られる素晴らしさを知り、翌日になってもとかげに目を返さない。そのため、2匹は仲違いし、以後、盲（めくら）とかげはうぐいすを恨むようになる。しかし、うぐいすにとって空を飛べないとかげは怖くない。
だから夜うぐいすは「高いぞ、高いぞ」と鳴き、盲とかげは巣のある木の下に潜み、うぐいすの卵を襲うことがある。

## 説明
夜うぐいすとはサヨナキドリ（ナイチンゲール）のことである。また、盲とかげとはヒメアシナシトカゲのことである。本来はそのまま「アシナシトカゲ」でも問題ないが、この種が目が小さく、さらに目が皮膚の色や模様と似ているため一見見分け難く、英語では「ブラインドワーム」と呼ばれるように、ドイツ語・英語・フランス語いずれも、盲目を意味する形容詞を用いていることから金田鬼一はこれを「盲とかげ」と訳した。また、ヒメアシナシトカゲはその名の通り、足の無いトカゲであり、一般のトカゲと違い簡単に木に登ることはできない。
この話は夜うぐいすが「高いぞ、高いぞ」と鳴く理由の説明になっているが、ドイツ語の「ゾー　ホーホ、ゾー　ホーホ」（たかいぞ、たかいぞ）だと、サヨナキドリの泣き声にはあまり似ていない。これは原典がフランスの説話のためであり、フランス語だと「シ オー、 シ オー、シ バ（si haut, si haut, ! si bas）」（たかいぞ、たかいぞ、ひくいぞう）となって、ドイツ語よりもサヨナキドリの鳴き声に近いという。